# オアシス (パチスロ)
オアシスは、2001年にパイオニアが開発・販売したパチスロ機である。

## 概要
ハイハイシオサイ30の流れを組む青を基調とした筐体デザインを採用している。本機はハイビスカスの点滅によるボーナス告知を楽しむゲーム性であることから、一般に沖スロカテゴリーの機種として認識されがちだが、本機は⌀25メダルを使用するため厳密には沖スロではない。同じリール配列を持つ兄弟機ハナハナ30がレバーONと同時にハイビスカスが発光する先告知のみを採用したのと異なり、本機はリーチ目出現時において第3リール停止後ボタンから指を離した瞬間に点滅を開始する後告知機能を搭載している。
もちろん先告知も搭載（次Gでの先告知もある）されており、パイオニアの沖スロに一つの方向性が見出された。先告知/後告知/次ゲーム告知の振り分けは、50 % / 35 % / 15 %である。つまり、ボーナスの2回に1回はリーチ目が出現する可能性がある。
兄弟機ハナハナ30同様、ビッグボーナス時のリプレイハズシ効果は非常に高く、フリー打ちと比較して1回あたり約30枚のプラスが期待できる。

## ボーナス確率
| 設定 | BIG確率 | REG確率 | 合成確率 |
| ---- | ------- | ------- | -------- |
| 1    | 1/309   | 1/655   | 1/210    |
| 2    | 1/292   | 1/630   | 1/199    |
| 3    | 1/273   | 1/606   | 1/188    |
| 4    | 1/256   | 1/585   | 1/178    |
| 5    | 1/240   | 1/546   | 1/167    |
| 6    | 1/240   | 1/364   | 1/145    |

※各数値はメーカー発表値。